# Носковы (Кировская область)
Носковы — деревня в Нагорском районе Кировской области в составе Чеглаковского сельского поселения.

## География
Находится на расстоянии примерно 3 километра по прямой на юг-юго-запад от районного центра поселка Нагорск.

## История
Упоминается с 1678 года, в 1764 году учтено 14 жителей. В 1873 году в ней было отмечено 4 двора и 22 жителя. В 1905 году дворов 5 и жителей 44, в 1926 8 и 44, в 1950 14 и 54. в 1989 году учтено было 19 жителей .

## Население
Постоянное население  составляло 7 человек (русские 100%) в 2002 году, 1 в 2010.